# عبد الله بن أحمد باعشن
الشيخ عبد الله بن أحمد باعشن (ولد في 1916 في الخريبة، وادي دوعن حضرموت – توفي 2 مايو 2011 في الخريبة، وادي دوعن حضرموت ). أستاذ، وأديب، وتربوي، ومسرحي، وشاعر حضرمي. يعد أحد الأعلام المسرحي في حضرموت. ويعد أول من أنشأ مدرسة خاصة في وادي دوعن،   ومن أوائل من تأثروا بالحركة المسرحية. تميزت رحلته العلمية بالكثير من العطاء والفناء في سبيل العلم والأدب، وأنتج العديد من الأعمال المسرحية والأدبية.

## مولده ونشأته
ولد الشيخ عبد الله في الخريبة بوادي دوعن عام 1336 الموافق 1916.و نشأ في بيئة عرفت بالعلم والأدب. فقد كان والده شاعرا كبيرا في المنطقة، وعُـرف عن أهله الشعر. وقد كانت أخته أيضا واحدة من الشاعرات في المنطقة. فكانت لهذه البيئة دور كبير في تعلمه الشعر والأدب منذ الصغر.

## أسرته وعشيرته
ينتمي الشيخ عبد الله إلى أسرة علمية لها وجاهتها ومكانتها في وادي دوعن، وتعد من مشائخ حضرموت. وأنشأت أسرته رباط علمي ثم أصبحت قرية معمورة في وادي دوعن، وتسمت بعد ذلك باسم رباط باعشن، وهي منطقة قريبة من الخريبة. وتنتمي أسرته كما اخبر علماء الأنساب كالنسابة احمد بن حسن العطاس، والنسابة ابن جندان العلوي ، وعما نقلوه من النسابين وغيرهم إلى أنهم ينتمون إلى سلالة محمد بن عبدالرحمن بن أبي بكر الصديق.

وكانت رباط باعشن ملتقى لطلاب العلم والدعاة فيها، فيقول مفتي حضرموت الشيخ عبد الرحمن بن عبيد الله السقاف
«ال باعشن بيت علم ومغرس فضل ومنبت صلاح». وأنجبت أسرته العديد من العلماء والدعاة والشعراء.

## تعليمه
تميز الشيخ عبد الله برحلة علمية مختلفة، فقد ذهب إلى رباط باعشن في صغره ليدرس دراسته الأولية في الكتاب، فتعلم اللغة العربية من الاستاذ باجودة، وتعلم القران والكتب العلمية الدينية من الشيخ محمد عبد الله باعشن. وفِي عام 1347 سافر إلى الحديدة ودرس في مكتب سيف الإسلام حيث أمضى اربع سنوات، ثم غادر إلى عدن ليكمل دراسته في مدرسة الفلاح، ثم أكمل تعلمه إلى المعهد العلمي حيث تلقى دراسة المراسلات والضرب على الآلة الكاتبة باللغة الإنجليزية على مدى عام ونصف.

## مسيرته
بعد أن انتهى من المعهد العلمي، عين مدرسا في مدرسة بازرعة الخيرية لمدة ثمانية أعوام، ثم عاد إلى وادي دوعن وأنشأ أول مدرسة خاصة لتدريس اللغة العربية والإنجليزية والرياضيات، وقد كانت أول مدرسة مكتملة المقاييس في وادي دوعن عام 1364. ثم ألتحق بالخدمات الصحية، وبعد ذلك كمل تدرسيه في مدرسة باشنفر في عورة، بعد ذلك التحق عاد للى مسقط راْسه ليدرك والديه، والتحق بمصلحة البريد الجحي، وقد تلقى دورة في الجوازات بحاضرة القعيطي، واستمر العمل إلى عام 1393.

## إسهاماته المختلفة
يعد الشيخ عبد الله من رواد الحركة المسرحية في دوعن، وبالذات المدرسية، حيث أنشأ أول مسرحية في ( باحماد ) ، وأشهر عروضه كانت روايات ( الحجاج )، و(سيف الجلاد )، و( إسلام عمر )، و( عكرمة) وغيرها. كما يعد من رواد الحركة الصحفية في دوعن أيضا، حيث سبق له وان اصدر صحيفة خطية هي صحيفة ( الفكر ) ، كما له مساهمات كبيرة في مجال محو الأمية ، والمشاركة في لجان الدفاع الشعبي والمبادرات الجماهيرية، إضافة إلى خوضه مجال الصحافة.

## وفاته
تُوفي مساء يوم 1\12\2011 عن عمر ناهز 95 سنه، وقد ووري جثمانه الطاهر الثرى بعد الصلاة عليه بمسجد جامع الخريبه بعد صلاة العشاء في مسقط رأسه الخريبه، وحضر تشييع جنازته جمع غفير من محبيه.